# Шамсутдинов, Николай Меркамалович
Николай Меркамалович Шамсутдинов (26 августа 1949, Яр-Сале, Тюменская область — 10 июня 2025, Тюмень) — советский и российский писатель, публицист, переводчик и общественный деятель.
Член Союза писателей СССР (1982), Союза российских писателей (1991), Русского ПЕН-центра (2009), Высшего совета писателей Сибири (1999), Творческого совета Ассоциации союзов писателей и издателей России (2020). «Почётный работник культуры и искусства Тюменской области» (2009), «Заслуженный работник культуры Российской Федерации» (2011), академик Российской академии поэзии (2018). Основатель литературно-художественного альманаха «Гиперборей». Сопредседатель Правления Общероссийской общественной организации «Союз российских писателей» (2019), Председатель Тюменского областного отделения Союза российских писателей (1994), объединивший литераторов трёх субъектов Российской Федерации: Тюменской области, ХМАО-Югры, ЯНАО в единое многонациональное содружество. С 2013 — председатель Тюменского регионального представительства Общероссийской общественной организации «Союз российских писателей».

## Биография
Николай Шамсутдинов родился 26 августа 1949 года на полуострове Ямал. Детство и юность прошли в Берёзово, Ханты-Мансийске, Нефтеюганске, Сургуте. В 1980 году окончил Литературный институт им. А. М. Горького. Служил в Военно-Воздушных Силах. Работал геодезистом, в нефтяной промышленности, тележурналистом, художником, генеральным директором книготорговой фирмы «Автохтон». В начале 1980-х — заведующий литературным постом журнала «Сибирские огни».
Первый стихотворный цикл «Широкие ветры» опубликован в 1976 году в еженедельнике «Литературная Россия». Участник VII Всесоюзного совещания молодых писателей в Москве, Всесоюзного слёта молодых писателей в Свердловске, Всесоюзного семинара молодых композиторов и поэтов в Дилижане (1980), фестиваля поэзии в Туве. По рекомендации 7-го Всесоюзного совещания молодых писателей (Москва, 1979), стал первым членом Союза писателей СССР на всём нефтяном Приобье (1982). Участник многих писательских форумов в СССР, России, Скандинавии, Германии, Словакии, Франции, Австрии, Польше, Украине, Армении, Грузии и других странах. Был руководителем поэтического семинара на VII Всесоюзном совещании молодых писателей (Москва, 1989). Неоднократно встречался со студентами Королевских университетов в Копенгагене и Оденсе, Лионского университета и Парижского института восточных языков и культур, Ягеллонского и Варшавского университетов.
Автор более 60 поэтических книг, включая четыре книги переводов, вышедших в стране и за рубежом. Его стихи переведены на грузинский, чеченский, белорусский, украинский, армянский, датский, древнетюркский, немецкий, словацкий, английский языки.
Жил и работал в городе Тюмень.
Скончался 10 июня 2025 года.

## Творчество

### Поэт
Первая всесоюзная публикация цикла стихотворений Н. М. Шамсутдинова состоялась в еженедельнике «Литературная Россия» (1976). Далее публиковался в газетах и журналах «Новый мир», «Литературная газета», «Литературная Россия», «Октябрь», «Молодая гвардия», «Дружба народов», «Звезда», «Нева», «Пионер», «Костёр», «Аврора», «Кругозор», «Сибирские огни» и многих зарубежных изданиях: «Венский литератор» (Австрия), «Дотика» (Словакия), «Крещатик» (Германия), «Литература и искусство» (Беларусь), «Новые берега» (Дания), «Paris-Париж» (Франция), «Поэзия» (Польша), «Связь времён», «Побережье» и «Смена лет» (США), «Идель» (Булгария) и др. Общее число публикаций превышает 400.
Николай Меркамалович — автор 60 поэтических книг, основные из которых — «Выучиться ждать» (Свердловск, 1980), «Прощание с юностью» (Москва, 1982), «Лунная важенка» (Москва, 1985), «Пульс» (Свердловск, 1985), «Скуластые музы Ямала» (Москва, 1988), «Лицо пространства» (Свердловск, 1989), «Любовь без утоления» (Тюмень, 1997), «Покорители» (Тюмень, 1997), «Любовь без утоления — 2» (Тюмень, 1997), «Железные ёлки» (Екатеринбург, 1999), «Сургутский характер» (Екатеринбург, 1999), «Женщина читает сердцем» (Екатеринбург, 2000), «Параллельный мир» (Екатеринбург, 2001), «Пенорожденная» (Екатеринбург, 2004), «Заветная беззаветность» (Екатеринбург, 2006) — презентация книги состоялась в Париже, «Югра дорогая» — к 80-летию ХМАО-Югры (Екатеринбург, 2010), «Избранное» в двух томах (Тюмень, 1999), «Избранное» в трёх томах (Екатеринбург, 2009—2011); «Избранное» в пяти томах (Тюмень, 2018); книги юмора и сатиры: «Кочка зрения» (Тюмень, 1997), «Жутьё-бытьё» (Екатеринбург, 2002), «Жутьё-бытьё» (США, Лулу, 2015), «Белая ворона» (Тюмень, 2018), «Яблоко раздора» (Тюмень, 2019), «Пир для интерпретаторов» (Мюнхен, 2020), «Приезжайте к нам!» (Тюмень, 2021), «Муза самозаточения» (Тюмень, 2022), «Сибирские полки» (Тюмень, 2022), «Странствующая муза» (Тюмень, 2024), «Муза-пересмешница» (Тюмень, 2024).

### Переводчик
Автор нескольких книг стихотворных переводов: «Улица детства» Асламбека Осмаева (Грозный), «Сабантуй моей мечты» Гарая Рахима (Казань), «Антология стихотворных переводов сибирских татар» (Тюмень). Переводил произведения с татарского, хантыйского, мансийского, аварского, грузинского, чеченского, абхазского, киргизского языков.

## Награды и премии

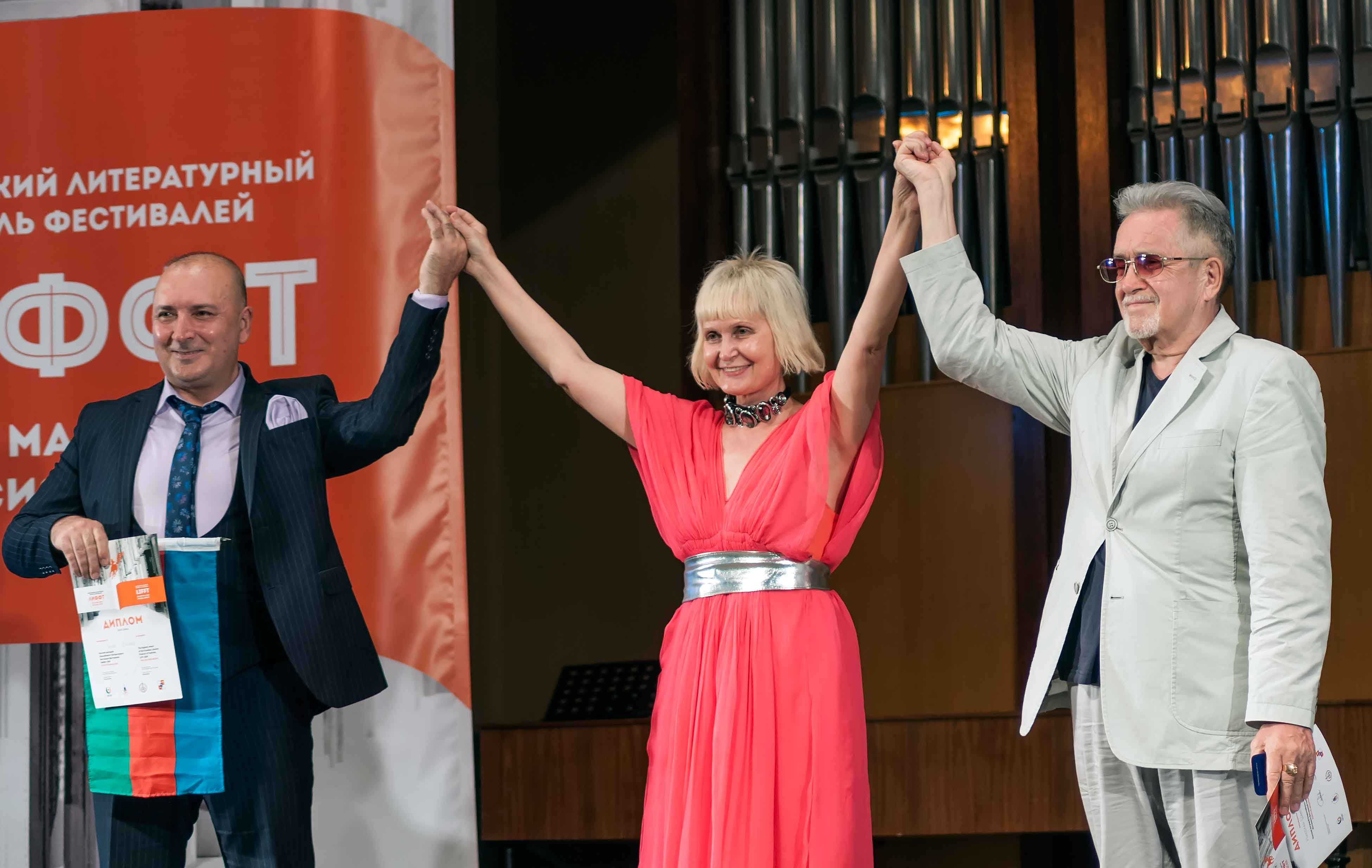
_{Организатор фестиваля «ЛиФФт» Маргарита Аль поздравляет победителей — прозаика Вариса Елчиева и поэта Николая Шамсутдинова. Сочи, 2018.}

- 1997, 2001, 2006, 2016, 2018, 2021, 2022 — стипендиат Государственной президентской стипендии в области литературы
- 2002 — Лауреат Всероссийской литературной премии им. Д. Н. Мамина-Сибиряка[9]
- 2007 — Лауреат Общенациональной премии им. А. М. Горького
- 2010 — Лауреат премии им. М. Волошина (Украина)[10]
- 2012 — Лауреат премии «Золотое перо» (Россия)
- 2013 — Лауреат премии «Русский стиль» (Германия)
- 2013 — Лауреат премии Уральского федерального округа
- 2015 — Лауреат Международной литературной премии «Югра»[11]
- 2015 — Лауреат литературной премии (первой степени) Губернатора Тюменской области
- 2016 — Лауреат Международной литературной премии «Русские мифы» (Черногория)
- 2016 — «Гран-при» Международной премии «Интеллигентный сезон» (Россия, Крым)
- 2017 — Лауреат Специальной премии II Международного литературного фестиваля-конкурса «Русский Гофман» (Россия, Калининград)
- 2017 — Лауреат Международной литературной премии «Славянские традиции» (Россия — Чехия)
- 2017 — Лауреат Всеканадского литературного конкурса «Взрослые-детям» (Канада)
- 2018 —  Золото Всероссийского фестиваля фестивалей «ЛиФФт» (Россия, Сочи)[12]
- 2018 — «Серебряная литера» Регионального конкурса «Книга года-2018» (Россия, Тюмень)
- 2019 — Медаль «За заслуги в культуре и искусстве» (Россия, Пенза)
- 2019 — Лауреат Нового Мюнхенского форума искусств. Диплом «За выдающиеся открытия и развитие новых эстетических принципов в литературе» (Германия)[13]
- 2019 — Почётная грамота Губернатора Тюменской области «За значительный вклад в развитие культуры в Тюменской области и личный вклад в духовно-нравственное воспитание подрастающего поколения» (Россия, Тюмень)
- 2019 — Благодарственное письмо Депутата Государственной Думы Федерального собрания Российской Федерации "За выдающиеся творческие достижения в области литературы и искусства, в связи с празднованием 70-летнего юбилея, 50-летней творческой литературной деятельности и 25 — летней годовщиной со дня образования региональной писательской организации "Тюменское областное отделение «Союз российских писателей» (Москва)
- 2019 — Лауреат литературной премии Губернатора Ямало-Ненецкого автономного округа в номинации «Поэзия» (Россия, ЯНАО, Салехард)
- 2019 — Лауреат Регионального конкурса в номинации «Лучшая поэтическая книга» (Россия, Тюмень)
- 2020 — Лауреат Международной премии им. Нобелевского лауреата Генриха Бёлля «За выдающиеся достижения в литературе и общественной деятельности» (Германия)
- 2020 — Лауреат Международной премии им. де Ришельё (Франкфурт-на-Майне — Одесса)
- 2020 — «Гран-при» Международной премии им. А. Г. Сниткиной-Достоевской (Монреаль — Нью-Йорк)
- 2021 — Лауреат Международной Лондонской премии им. лорда Джорджа Ноэля Гордона Байрона (Лондон — Москва)
- 2022 — Лауреат Международной премии им. де Ришелье «За выдающиеся заслуги в мировой литературе» (Германия)
- 2024 — Лауреат V Всероссийской общественной премии «Гордость нации» (Москва)